# Katsuji Morishita
Katsuji Morishita (森下 勝司, Morishita Katsuji), es un productor de animación del estudio Production I.G. Fue el responsable de la supervisión en las secuencias de anime dibujado a mano de la película Kill Bill: Volumen 1. Morishita también produjo un anime llamado Dead Leaves.